# Galleria del Corso
La Galleria del Corso è stata una casa discografica italiana attiva negli anni '60.

## Storia della Galleria del Corso
La Galleria del Corso fu fondata nel 1961 dal cantante Teddy Reno, che aveva già avuto un'esperienza come discografico fondando la CGD, poi ceduta a Ladislao Sugar.
Da sempre interessato alla scoperta di nuovi talenti, Teddy Reno in quel periodo lavorava come produttore per la ARC, ed inoltre organizzava il Festival degli sconosciuti di Ariccia, da lui stesso fondato nel 1961: decise però di ritornare ad occuparsi anche di discografia.
La nuova etichetta prese il nome dall'indirizzo della sede (Galleria del Corso 4 a Milano, dove peraltro avevano la sede moltissime case discografiche ed edizioni musicali), e per la distribuzione si appoggiò alla CGD.
Oltre a Teddy Reno, tra gli artisti della Galleria del Corso sono da ricordare il gruppo dei Campanino, Bruno Lauzi e Henry Wright.
Con la chiusura dell'etichetta, il catalogo venne inglobato dalla  CGD.

## I dischi pubblicati
Per la datazione ci si basa sull'etichetta del disco, o sul vinile o, infine, sulla copertina; qualora nessuno di questi elementi avesse una datazione, ci si basa sulla numerazione del catalogo, se esistenti, vengono riportati oltre all'anno il mese e il giorno (quest'ultimo dato si trova, a volte, stampato sul vinile).

### 33 giri-Serie SL
| Numero di catalogo | Anno | Interprete     | Titoli                                  |
| ------------------ | ---- | -------------- | --------------------------------------- |
| SL 1509            | 1962 | Henry Wright   | Qualcosa di vecchio...qualcosa di nuovo |
| SL 1513            | 1963 | Fratelli Vezza | L'anima di Napoli                       |

### 33 giri-Serie POP
| Numero di catalogo | Anno | Interprete       | Titoli                                            |
| ------------------ | ---- | ---------------- | ------------------------------------------------- |
| POP 1515           | 1963 | Matteo Salvatore | Brutta cafona. 12 canzoni folkloristiche pugliesi |

### 45 giri - Serie GC
| Numero di catalogo | Anno | Interprete                                                                | Titoli                                               |
| ------------------ | ---- | ------------------------------------------------------------------------- | ---------------------------------------------------- |
| GC 001             | 1961 | Teddy Reno                                                                | Caro Gesù Bambino/Tanti Auguri a Te                  |
| GC 004             | 1961 | I 5 Kingsmen                                                              | Baby Don't Leave Me Now/Rosina                       |
| GC 005             | 1961 | Henry Wright                                                              | Cos'hai trovato in lui/Tu che mi hai preso il cuor   |
| GC 008             | 1961 | Fantanicchio                                                              | Le cose perdute/Ho un cuore da dare a qualcuno       |
| GC 010             | 1961 | Alvaro Alvisi e I Clowns (sul lato A)/Zoe Collins e I Clowns (sul lato B) | Io sono tutto scemo/Amare un italiano                |
| GC 011             | 1961 | Lydia La Gatta                                                            | Patatina/24 mila baci                                |
| GC 012             | 1961 | Nelly Fioramonti                                                          | Io amo tu ami/Le mille bolle blu                     |
| GC 013             | 1961 | Sergio Renda                                                              | Mare di dicembre/Non mi dire chi sei                 |
| GC 014             | 1961 | Teddy Reno                                                                | Non mi dire chi sei/Come sinfonia                    |
| GC 015             | 1961 | Enrico Polito                                                             | Indovina, indovina!/Non avremo più sere              |
| GC 016             | 1961 | Orchestra Augusto Martelli                                                | Le mille bolle blu/Io amo tu ami                     |
| GC 017             | 1961 | Chum Kem E il suo complesso Orientale                                     | A-A Cristina/Balliam, Baliao                         |
| GC 018             | 1961 | Teddy Reno                                                                | Gli spostati/Exodus                                  |
| GC 019             | 1961 | Enrico Polito                                                             | Dalla mia finestra sul cortile/Il tempo si è fermato |
| GC 022             | 1961 | Le Gemelle Wells (sul lato A)/Le Gemelle Wells e Teddy Reno (sul lato B)  | Pepe/Ja Ja Mon Petit (Ja Ja Oui Oui)                 |
| GC 024             | 1961 | Teddy Reno                                                                | Questa notte o mai più/Morire d'amore                |
| GC 025             | 1961 | Nelly Fioramonti                                                          | Sarò come tu sei/La nostra strada                    |
| GC 026             | 1961 | Socrate e i suoi Discepoli                                                | Tango vigliacco/El sicario                           |
| GC 027             | 1961 | Zoe Collins                                                               | Seven Eleven/Bacio cha cha cha                       |
| GC 029             | 1961 | Mesciulam                                                                 | Oltre l'orizzonte/Quando spunterà l'alba             |
| GC 030             | 1961 | Nirelle                                                                   | Tres chic/Sera, notte, giorno                        |
| GC 031             | 1961 | Gabry                                                                     | Sotto il temporale/La lunga strada                   |
| GC 032             | 1962 | Henry Wright                                                              | Paris in the rain/Più mia                            |
| GC 033             | 1961 | Angelo e il suo Quartetto                                                 | Chica Chica Boom/Tira 'a rezza                       |
| GC 034             | 1961 | Dana Valery                                                               | Soltanto ieri/Sotto il cielo canterò                 |
| GC 035             | 1961 | Ruggero Cori                                                              | Stasera cu 'tte/Guarda 'n cielo                      |
| GC 036             | 1961 | I 5 Kingsmen                                                              | Cha Cha Blues/The Story Of Love                      |
| GC 039             | 1961 | Nelly Fioramonti (sul lato A) / Ruggero Cori (sul lato B)                 | 'O passato/Vicino a tte                              |
| GC 041             | 1961 | Angelo e il suo Quartetto                                                 | I cornuti /Baby mordilo                              |
| GC 042             | 1961 | I Clowns                                                                  | Nannì... (una gita a li Castelli) /Canta marinaio    |
| GC 043             | 1961 | Enrico Polito                                                             | Due cerchi/Quando finisce un amore                   |
| GC 045             | 1961 | Lydia La Gatta                                                            | Brividi/Come una gatta                               |
| GC 046             | 1962 | Fantanicchio                                                              | Lolito/Volto dolce                                   |
| GC 049             | 1962 | Henry Wright                                                              | Abat-jour/Fever twist                                |
| GC 052             | 1962 | Nelly Fioramonti                                                          | Rosa d'Atene/Per la vita (sur ma vie)                |
| GC 053             | 1962 | Enrico Polito                                                             | Saluti e baci/Indovina, indovina                     |
| GC 055             | 1962 | Fantanicchio                                                              | Nella mano chiusa/Pensaci                            |
| GC 056             | 1962 | Enrico Polito                                                             | Per te son tornato a pregare/Non avremo più sere     |
| GC 060             | 1961 | Mesciulam                                                                 | La tua casa/Ambaran                                  |
| GC 061             | 1962 | Fantanicchio                                                              | Ti do tempo solo un twist/Se non torna la luna       |
| GC 062             | 1962 | Gene Colonnello                                                           | Marilena la Chunga/Una notte a Copenaghen            |
| GC 064             | 1962 | Henry Wright                                                              | Frasquita/Ti parlerò coi baci                        |
| GC 065             | 1962 | Henry Wright                                                              | Voglio amarti così/Il ritratto nel fuoco             |
| GC 066             | 1962 | Henry Wright                                                              | You belong to my heart/Pictures in the fire          |
| GC 071             | 1962 | Campanino                                                                 | Forza papà/Elizabeth I love you                      |
| GC 072             | 1962 | Campanino                                                                 | Twist Time/M come madison                            |
| GC 073             | 1962 | Henry Wright                                                              | Senza me nun si 'cchiù tu/Frasquita                  |
| GC 076             | 1963 | Augusto Righetti                                                          | Jubalà/Un amore finisce                              |
| GC 078             | 1963 | Henry Wright                                                              | Sonny boy/Romeo                                      |
| GC 079             | 1963 | Gianni La Commare                                                         | Vai, pioggia vai/Insieme                             |
| GC 080             | 1963 | Gianni La Commare                                                         | Non sapevo/Com'è piccolo il cielo                    |
| GC 082             | 1963 | Campanino                                                                 | Telstar/I got no money                               |
| GC 083             | 1963 | Campanino                                                                 | Menina moça/Di me nostalgia                          |
| GC 084             | 1961 | Mesciulam                                                                 | Mi credi o non mi credi/Estoy bebido                 |
| GC 086             | 1963 | Henry Wright                                                              | Primo appuntamento/Sono tre parole                   |
| GC 087             | 1963 | Henry Wright                                                              | Desire (Desiderio)/Spring in december                |
| GC 090             | 1963 | Henry Wright                                                              | Il mio rendez-vous/Sticks and stones                 |
| GC 091             | 1963 | Bruno Lauzi                                                               | Vecchio paese/Menica menica/La banda/Il poeta        |
| GC 092             | 1963 | Franco Godi                                                               | Bikini di visone/Twist del battimano                 |
| GC 093             | 1963 | Rico Riccardi                                                             | Le donne chic/Raccontalo ad un altro                 |
| GC 094             | 1963 | Bruno Lauzi                                                               | Sto cicchetton de un Gioan/O scioco                  |
| GC 096             | 1963 | Gianfranco Intra                                                          | Festa romana/Passeggiata confidenziale               |
| GC 097             | 1963 | Mario Perrone                                                             | Sole negli occhi/La forza di lasciarti               |
| GC 098             | 1963 | Gianni La Commare                                                         | Che cosa c'è?/Amami di più                           |
| GC 099             | 1963 | Richard Moser                                                             | La prima festa che darò/T'amo e t'amerò              |
| GC 102             | 1963 | Bruno Lauzi                                                               | Ritornerai/Fa' come ti pare                          |
| GC 104             | 1963 | Franco Godi                                                               | If I Had A Hammer/Cristoforo Colombo                 |
| GC 105             | 1964 | Richard Moser                                                             | Tu piangi per niente/C'è poco da fare                |
| GC 106             | 1964 | Campanino                                                                 | Non sei mai uguale/Cin cin (cheat cheat)             |
| GC 107             | 1964 | Bruno Lauzi                                                               | Viva la libertà/Io non ero così                      |
| GC 109             | 1964 | Rodolfo Grieco                                                            | La calda estate/Come passano i giorni                |
| GC 110             | 1964 | Bruno Lauzi                                                               | Ciao Dolly/Io so, tu sai                             |
| GC 111             | 1965 | Bruno Lauzi                                                               | Il tuo amore/Sei come le altre                       |

### 45 giri - Serie GC SE
| Numero di catalogo | Anno | Interprete     | Titoli                                          |
| ------------------ | ---- | -------------- | ----------------------------------------------- |
| GC SE 504          | 1960 | Bobby Rydell   | Sway/Groovy Tonight                             |
| GC SE 512          | 1961 | Bobby Rydell   | Chérie/Good Time Baby                           |
| GC SE 522          | 1961 | Bobby Rydell   | Frenesi/April Showers                           |
| GC SE 523          | 1961 | Bobby Rydell   | That Old Black Magic/Don't Be Afraid            |
| GC SE 537          | 1962 | Chubby Checker | Let's Twist Again/I Could Have Danced All Night |
| GC SE 542          | 1962 | Bobby Rydell   | The Door To Paradise/I Wanna Tank You           |
| GC SE 543          | 1962 | Chubby Checker | The Twist/Toot                                  |
| GC SE 542          | 1962 | Bobby Rydell   | Swinging' School/Ding-A-Ling                    |
| GC SE 551          | 1963 | Bobby Rydell   | I've got Bonnie/Lose her                        |
| GC SE 588          | 1963 | Sue Thompson   | Willie can/Too much in love                     |
| GC SE 591          | 1963 | Line Renaud    | A Pasapoga/Bonsoir Mes Souvenirs                |
| GC SE 592          | 1963 | Bobby Rydell   | Roses Are Red/Al di là                          |